# EverQuest II
EverQuest II — фэнтезийная массовая многопользовательская ролевая онлайн-игра (MMORPG). Она была выпущена 8 ноября 2004 года и является сиквелом проекта EverQuest, разработанного Sony Online Entertainment. Изменения коснулись графики и геймплея.
Игра переведена и издана на русском языке компанией Akella-Online. Она стала одной из первых официально переведённых фэнтезийных MMORPG и привлекла большое внимание игроков, предпочитающих общение на русском языке. Перевод коснулся только текстовой составляющей игры: персонажи переозвучены не были. С декабря 2011 года игра перешла на модель Free to Play, став условно-бесплатной. В среду, 30 марта 2016 года, в 23:59 по московскому времени компания Акелла завершила оперирование проектом «EverQuest II по-русски». Аккаунты и персонажи с русских серверов были перенесены на серверы Daybreak Game Company. Все игровые тексты и поддержка пользователей теперь предоставляется на английском языке.

## Игровая вселенная
События игры разворачиваются в мире Норрат, аналогично оригинальной игре, однако создатели игры перенесли действие на 500 лет в будущее. При этом мир EverQuest II рассматривается как параллельная реальность, что позволяет всё ещё популярной EverQuest не ограничиваться сюжетно событиями сиквела. Согласно EverQuest II, Норрат пережил несколько катастроф, которые полностью поменяли привычное расположение материков и изолировали некоторые земли. Тем не менее, забытые пути постепенно восстанавливают, открывая новые зоны для исследований, знакомые игрокам оригинального EverQuest, в каждом игровом дополнении.
Весь мир Норрат биполярен и разделён на два крупных лагеря. Королевой Антонией Бэйл и столицей света Кейносом представлены силы добра, зло олицетворяют Владыка Лукан Д’Лире и построенный на костях Фрипорт. Кроме ключевых городов Кейноса и Фрипорта, у противоборствующих сил есть несколько второстепенных крупных городов-аванпостов. Причём сам Норрат вовсе не поделён резко на добрых и злых — существуют нейтральные поселения и целые расы и возможность перебежать из одного лагеря в другой.
Интересно, что мир EverQuest изначально не был создан для PvP-игры, поэтому, как отмечают многие игроки, настоящего противоборства не получается. На PvE-серверах зло и добро вообще не враждует: игроки обеих фракций могут свободно общаться и вместе покорять Норрат. В настоящее время в русском EverQuest II работают два сервера, PvE — Barren Sky и PvP — Harla Dar. Сервер The Nexus, являвшийся вторым PvE — сервером, и всё его население, был соединён с Barren Sky' в конце января 2011 года.

## Музыка и озвучивание
Музыка к оригинальной версии игры и первым обновлениям была написана американским композитором Лаурой Карпман. В дальнейшем музыкальное сопровождение писал Инон Зур. Многие NPC в игре были профессионально озвучены. К некоторым из них даже приложили руку голливудские звезды. Например, Владыка Лукан Ди Лире говорит голосом Кристофера Ли, а королева Антония Бэйл голосом Хизер Грэм. Так же в игре звучат голоса Уила Уитона, Дуайта Шультца, Даники Маккеллар, Стивена Блума.

## Игровой процесс
Игроки создают персонажей, которые являются их аватарами в онлайновом мире. При генерации героя в EverQuest II возможен выбор из 19 различных рас, причём число рас увеличивалось с некоторыми игровыми дополнениями, и 25 различных классов. Приключения в Норрате включают выполнение квестов, различающися по типу и приносящих в связи с этим различные награды, уничтожение монстров в поисках полезных предметов, исследование мира, общение и взаимодействие с другими игроками. Реализована система мирных ремесленных профессий, позволяющая создавать вещи ручной работы, которые гораздо практичней вещей, купленных у NPC. Квесты и охота на монстров увеличивают боевой уровень, в то время как создание предметов поднимает уровень ремесленный. На данный момент (после выхода дополнения Visions of Vetrovia) пороговым значением для них является 125 уровень.
В отличие от многих других MMORPG, в EverQuest II существует возможность и необходимость приобретать квартиры или дома, для которых имеется огромное количество специальных предметов обстановки. В своём доме игрок может открыть собственный магазин, товары в котором продаются без дополнительной наценки брокера. Полноценная игра в EverQuest II невозможна без создания гильдий — добровольных объединений игроков для совместного прохождения сложных испытаний, убийства особенно сложных монстров, помощи новичкам и получении уникальных предметов для боя или украшения интерьера квартир. Кроме того, некоторые особо ценные дома или средства передвижения могут требовать членства в гильдии высокого уровня. Развитие гильдий аналогично развитию игрока: числясь в гильдии, герой добавляет ей часть заработанного опыта.

## Дополнения
| Сводный рейтинг | Сводный рейтинг |
| Агрегатор       | Оценка          |
| --------------- | --------------- |
| GameRankings    | 79,38 %         |

| Сводный рейтинг | Сводный рейтинг |
| Агрегатор       | Оценка          |
| --------------- | --------------- |
| GameRankings    | 84,21 %         |

| Сводный рейтинг | Сводный рейтинг |
| Агрегатор       | Оценка          |
| --------------- | --------------- |
| GameRankings    | 78,10 %         |

| Название                 | Тип                | Дата выхода                                     |
| ------------------------ | ------------------ | ----------------------------------------------- |
| The Bloodline Chronicles | Модуль Приключений | 21 марта, 2005                                  |
| The Splitpaw Saga        | Модуль Приключений | 28 июня 2005                                    |
| Desert of Flames         | Дополнение         | 13 сентября 2005                                |
| Kingdom of Sky           | Дополнение         | 21 февраля 2006                                 |
| The Fallen Dynasty       | Модуль Приключений | 14 июня 2006                                    |
| Echoes of Faydwer        | Дополнение         | 14 ноября 2006 (в России вышло 6 февраля 2007)  |
| Rise of Kunark           | Дополнение         | 13 ноября 2007 (в России вышло 19 декабря 2007) |
| The Shadow Odyssey       | Дополнение         | 18 ноября 2008 (в России вышло 18 ноября 2008)  |
| Sentinel’s Fate          | Дополнение         | 16 февраля 2010                                 |
| Destiny of Velious       | Дополнение         | 22 февраля 2011                                 |
| Age of Discovery         | Дополнение         | 6 декабря 2011                                  |
| Chains of Eternity       | Дополнение         | 13 ноября 2012                                  |
| Tears of Veeshan         | Дополнение         | 12 ноября 2013                                  |
| Altar of Malice          | Дополнение         | 11 ноября 2014                                  |
| Terrors of Thalumbra     | Дополнение         | 17 ноября 2015                                  |
| Kunark Ascending         | Дополнение         | 15 ноября 2016                                  |
| Planes of Prophecy       | Дополнение         | 28 ноября 2017                                  |
| Chaos Descending         | Дополнение         | 13 ноября 2018                                  |
| Blood of Luclin          | Дополнение         | 17 декабря 2019                                 |
| Reign of Shadows         | Дополнение         | 15 декабря 2020                                 |
| Visions of Vetrovia      | Дополнение         | 1 декабря 2021                                  |
| Renewal of Ro            | Дополнение         | 30 ноября 2022                                  |
| Ballads of Zimara        | Дополнение         | 29 ноября 2023                                  |

## SOEmote
EverQuest II стала первой игрой, в которой используется технология SOEmote, делающая более реалистичным общение в онлайн-играх. Это программный пакет, который выполняет две функции. Во-первых, он изменяет голос игрока таким образом, чтобы он больше соответствовал выбранному персонажу. Во-вторых, с помощью веб-камеры он «снимает» с лица эмоции игрока, воспроизводя их с помощью игрового персонажа.

## Отзывы
| Сводный рейтинг | Сводный рейтинг |
| Агрегатор       | Оценка          |
| --------------- | --------------- |
| GameRankings    | 83,29 %         |